# جون راسيل (سياسي)
جون راسيل (بالإنجليزية: John Russell, 4th Duke of Bedford)‏  (و. 1710 – 1771 م) هو دبلوماسي، وسياسي من مملكة بريطانيا العظمى، كان عضوًا في حزب الأحرار البريطاني، وكان عضوًا في الجمعية الملكية، توفي عن عمر يناهز 61 عاماً.

## مناصب
تولى منصب اللورد رئيس المجلس ‏ (9 سبتمبر 1763–12 يوليو 1765)
- سفير المملكة المتحدة لدى فرنسا  [لغات أخرى]‏ (4 أبريل 1762–1 يونيو 1763)
- اللورد أمين الختم الكنيف [الإنجليزية]‏ (25 نوفمبر 1761–22 أبريل 1763)
- اللورد ملازم أول من أيرلندا  [لغات أخرى]‏ (3 يناير 1757–3 أبريل 1761)
- Secretary of State for the Southern Department [الإنجليزية]‏ (12 فبراير 1748–13 يونيو 1751)
- list of the First Lords of the Admiralty  [لغات أخرى]‏.

## روابط خارجية
- جون راسيل على موقع الموسوعة البريطانية (الإنجليزية)